# 그랜트 해킷
그랜트 해킷(영어: Grant Hackett, 1980년 5월 9일 ~ )은 오스트레일리아의 수영 선수였다. 2000년 시드니 올림픽과 2004년 아테네 올림픽 남자 1500m 자유형을 2연속 우승한 것으로 유명하다. 이 두 차례 우승으로 그는 역사상 가장 위대한 장거리 수영 중 하나로 여겨지게 되었다.
해킷은 2005년부터 2008년 은퇴할 때까지 오스트레일리아 수영 팀의 주장이었다. 나인 네트워크를 위해 일하면서 가끔 《Wide World of Sports》를 진행하고 있다. 지금은 웨스트팩 은행에서 일하고 있으며, 미래의 정치 경력 가능성에 흥미를 표현하였다.

## 수영 경력
퀸즐랜드주 골드코스트에 있는 사우스포트에서 경찰의 아들로 태어난 해킷은 1997년 팬패시픽 수영 선수권 대회에 데뷔하여 1500m 자유형 첫 우승을 하면서 처음으로 두드러졌다. 400m 자유형에서도 우승하였으며, 긴 코스의 국제 대회에서 이언 소프를 우승한 단 하나의 기록을 가지고 있다.

### 1998년 세계 선수권 대회
1998년 세계 선수권 대회에서 그는 1500m 자유형을 다시 우승하였으나, 400m 자유형에서는 소프에 의하여 좁은 차이로 패하였다. 또한 소프, 마이클 클림, 대니얼 코왈스키와 팀을 이루어 800m 자유형 계주를 우승하였다.
이 결과들은 그해에 쿠알라룸푸르에서 열린 코먼웰스 게임에서도 되풀이되었다. 1997년부터 2007년까지 해킷은 1500m 자유형에서 패한 적이 없으며, 세계 선수권 대회, 코먼웰스 게임, 국내 선수권 대회, 올림픽을 포함한 모든 주요 국제 대회에서 그 종목을 우승하였다.
1999년 해킷은 예상적으로 국내 선수권 대회에서 자신의 클럽 계영 팀을 이끌면서 조르조 람베르티의 200m 자유형 기록을 깨면서 자신의 첫 세계 기록을 깼는 데, 그 기록은 이어서 같은 해 시드니에서 열린 팬패시픽 수영 선수권 대회에서 이언 소프에 의하여 깨졌다. 해킷은 1500m 자유형을 우승하고, 소프, 클림, 빌 커비와 함께 팀을 이루어 800m 자유형 계주에서 세계 기록을 깼다.

### 2000년 하계 올림픽
2000년 시드니 올림픽에 들어가면서 해킷은 1500m 자유형에서 압도적인 우승 후보였다. 200m와 400m 자유형 종목에서 가각 8위와 7위를 하였고, 800m 자유형 계주의 예선에서 가장 느린 헤엄과 함께 그 결과들을 따랐으며, 토드 피어슨에 의하여 재편되면서 마지막 4인조에서 떨어졌다. 1500m 자유형 결승전이 오면서 해킷은 관중들에 의하여 목소리로 응원을 받은 감상적 우승 후보 키런 퍼킨스에 밀려 3위로 제한되었다. 거대한 압력의 얼굴에 해킷은 더 많은 공격, 빠른 시작의 접근을 도입하여 금메달을 따는 주장에 매달림에 관리하였다.
더 짧은 거리를 넘어 동료 이언 소프에 의하여 그늘짐에 불구하고 해킷은 오스트레일리아에서 가장 인기있는 인물이다. 그의 수영 이외의 흥미들로는 기타 연주와 자동차 경주이다.

### 2001년 세계 선수권 대회
2001년 후쿠오카에서 열린 세계 선수권 대회에서 해킷은 자신의 속력 최고점에 있었다. 그는 200m, 400m, 800m와 1500m 자유형 종목에 개인 전력들을 세웠으며, 400m와 800m 양종목에서 소프에게 밀려 2위를 하였고, 후반에 800m 세계 기록을 연타한다. 소프, 클림, 커비와 함께 800m 자유형 계주에서 이전의 세계 기록을 연타하였다. 1500m 자유형에서 해킷은 즉시 공격하였고, 퍼킨스의 세계 기록을 앞섰으며 관중들이 그를 응원하면서 7초에 의하여 기록을 깨고 금메달을 땄다.

### 2003년 세계 선수권 대회
2003년 바르셀로나에서 열린 세계 선수권 대회에서 3개의 금메달, 1개의 은메달, 1개의 동메달로 5개의 메달을 획득하였다. 국제 대회에서 처음으로 200m, 400m, 800m와 1500m 자유형에서 개인적으로 메달 획득에 불구하고 해킷은 홀로 남은 세계 기록에 자신의 최고 시간을 깨는 데 실패하였다.

### 2004년 하계 올림픽
신장 196cm(6 피트 5), 몸무게 89.8kg(198 파운드)로 해킷은 똑바른 육체적 힘과 체력에 의하여 엄한 1500m 자유형을 우승하였다. 그는 병으로부터 약간 회복됨에 불구하고 이겼을 때 4년전의 올림픽에서도 이것을 보여주었으며, 아테네에서도 라슨 젠슨과 데이비드 데이비스의 도전에 무사하면서 다시 보여주었다.
400m 자유형에서 소프에 밀려 2위를 할 때와 800m 자유형 계주에서 선두 주자로 뛰면서 그의 전력에 1.66초를 때어내면서 이 일이 왔다. 그의 느린 예선 수영은 그를 3위에 머물게 하였으며, 오스트레일리아 캠프 안에서 근심을 올렸다. 올림픽이 끝난 후, 그의 폐의 한 부분이 부분적으로 허탈했음이 드러났으며 그의 총 수용량이 25% 감소하게 되었다.

### 2005년 세계 선수권 대회
2005년 오스트레일리아 수영 협회는 수영 팀을 위한 주장의 개녑을 소개하였다. 해킷이 이 명예를 수상하면서 몬트리올에서 열린 세계 선수권 대회에 오스트레일리아를 이끌었다. 그는 400m, 800m, 1500m 자유형에서 금메달(200m에서는 은메달)을 획득하면서 이 업적을 이룬 최초의 선수가 되었다. 그의 800m 자유형 승리는 소프의 세계 기록을 깼고, 1500m 자유형 승리는 세계 선수권 대회에서 그 종목을 4번이나 우승한 첫 선수로 만들었다. 800m 자유형 계주에서 1분 44.84초의 분할 시간과 함께 동메달을 딴 그는 계영 분할에서 2번째로 빠른 선수로 인정을 받았다. 그는 FINA의 대회의 남자 수영 선수로 임명되었다. 그는 그해에 "올해의 오스트레일리아 수영 선수"로 선정되었으며, 스위밍 월드 잡지에 의하여 "올해의 수영 선수"로 선정되었다.
11월에 해킷은 어깨 부상을 고치기 위한 소수적 수술을 받은 이유로 2006년 코먼웰스 게임 선발에 나가지 못한다는 선언을 하였다.
2006년 후순에 개인적 이유들에 의하여 멜버른으로 이전하였다. 그는 자신의 새로운 체제와 함께 조절하는 데 붕괴된 준비에 귀착시켰다. 2007년 세계 수상 선수권 대회에 대비하여 해킷은 자신의 전망의 비관적인 예측을 증정하였다.

### 2007년 세계 선수권 대회
400m 자유형에서 은메달을 딴 해킷은 800m에서 6위를 하고, 1500m에서는 7위를 하면서 그 종목에 10년간 무패 경향을 끝냈다.
2008년 빅토리아 쇼트 코스 수영 선수권 대회에서 해킷은 7분 23.42초에 거의 2초를 낮추면서 자신의 800m 자유형 기록을 깼다.

### 2008년 하계 올림픽
10000m 종목에 출전하는 데 실패에 불구하고 해킷은 다른 종목들에서 성공하였다. 400m, 1500m 자유형과 800m 자유형 계주에 출전한 해킷은 1500m 자유형에서 튀니지의 우사마 멜룰리에 밀려 2위를 하였다. 그가 우승하였다면, 같은 종목에서 3개의 성공적 올림픽 타이틀을 이기는 첫 선수가 되었으며 2번의 올림픽 1500m 자유형 챔피언 블라디미르 사르니코프를 능가하였다는 평가를 받았을 것이다.
400m 자유형 6위와 800m 자유형 계주에서 동메달을 마지막으로 수영에서 정식으로 은퇴하였다.

## 같이 보기
- 올림픽 수영 남자 메달리스트 목록
- 수영 자유형 200m 세계 기록 추이
- 수영 자유형 400m 세계 기록 추이
- 수영 자유형 800m 세계 기록 추이
- 수영 자유형 1500m 세계 기록 추이
- 수영 계영 800m 세계 기록 추이